# SN 1999fa
SN 1999fa – supernowa typu Ia odkryta 4 października 1999 roku w galaktyce A223729-0011. W momencie odkrycia miała maksymalną jasność 23,80m.